# Літературна премія імені Василя Мисика
Літерату́рна пре́мія і́мені Василя́ Ми́сика — українська літературна премія, яку присуджують за поетичні книги та переклади поетичних творів з інших мов. Встановлено 1995 року. Премію названо іменем українського поета й перекладача Василя Олександровича Мисика.

## Дані про премію
Висунення — до 1 липня. Присудження — до 24 липня ухвалою секретаріату Національної спілки письменників України (НСПУ) та Української всесвітньої координаційної ради.
Журі — секретаріат ради НСПУ, Харківська обласна організація НСПУ.
Грошова винагорода — 1000 гривень.

## Лауреати премії

### 1995
- Боровий Василь Іванович — за збірку поезій «Полинова снага».
- Гризун Анатолій Пилипович — за збірку поезій «Космос».
- Мироненко Ірина Дмитрівна — за твори, надруковані в журналах «Березіль», «Чумацький шлях».
- Стадниченко Юрій Іванович — за активну участь у духовному відродженні рідної культури.

### 1996
- Таран Людмила Василівна — за збірку у часописі «Березіль».
- Томенко Микола Данилович — за збірку поезій «З трудової книжки матері».

### 1997
- Кудлик Роман Михайлович — за цикл поезій «Нічне збирання винограду».
- Брюгген Володимир Олександрович — за переклад збірки Сен Жон Перса «Поезії».

### 1999
- Ковтун Володимир Гаврилович — за книжку поезій «Від мене».
- Тимченко Віктор Петрович — за збірку поезій і прозових творів «Прозріння».

### 2000
- Василенко Микола Олександрович — за збірку поезій «Жменя дощу» та переклади з англійської мови збірки творів для дітей «Ключі від королевств».

### 2010
- Вертіль Олександр Васильович — за збірку «Світило Бурлюка зійшло» (переклади віршів Давида Бурлюка)[1].

- Солончук Людмила Леонідівна — за збірку віршів «Чекання вишневого Бога».

### 2017
- Гордон Олександр Богданович — за книгу поезій «Міста і рими».
- Борщевський Сергій Юхимович — за переклади творів Хуани Інес де ла Крус.

### 2018
- Горішна Наталія Володимирівна — за книгу перекладів «Срібні медальйони. Ігор-Сєверянин в перекладах Наталії Горішної».
- Ковальчук Інна Георгіївна — за книгу віршів «Крещендо».
- Харитонова Раїса Петрівна — за книгу віршів «Життя без жодної підказки»[2].